# 1654 az irodalomban
Az 1654. év az irodalomban.

## Új művek
- Apáczai Csere János: Magyar logicatska (Gyulafehérvár).
- Madeleine de Scudéry Clélie című tízkötetes regénye kiadásának kezdete (1654–1660).
- Emmanuele Tesauro: Il Cannocchiale Aristotelico (Az arisztotelészi távcső) poétikai értekezés a barokkhoz kötődő ún. konceptizmusról.[1]

## Halálozások
- április 1. – Nyéki Vörös Mátyás, az első magyar barokk költő[2] (* 1575 körül)